# 则克力·艾里帕塔
则克力·艾里帕塔（1915年—1986年），男，维吾尔族，新疆伊宁人，中华民国及中华人民共和国音乐家，都塔尔演奏家，十二木卡姆演唱家和学者。

## 生平
则克力出生于新疆伊犁一个小商人家庭。自幼便向伊犁有名的歌手、乐手学艺。在玉赛音弹布尔、肉孜弹布尔、加尼·尤尔达晓夫、伊萨克·铁依甫阿吉、阿不都勒“丘克穷克”（外号，意为“唠叨”）、买苏木“托库木”（外号，意为“驴鞍”）、沙吾提“比迪克”（外号，意为“牙行”）等人的指导下，成为娴熟的乐手。则克力擅长演奏各种维吾尔族乐器特别是都塔尔，开创了独特的演奏风格。他不仅能演奏维吾尔族民歌及民间器乐曲，还能演奏乌孜别克族民歌及民间器乐曲。他用民歌、民间乐器为大型剧目和节目配曲、编创音乐。特别是为维吾尔剧《艾里甫与赛乃姆》编创音乐。三区革命爆发后的1946年，在伊犁成立了团结剧社，则克力任该剧社的音乐创作人员。1954年，该剧社改编为伊犁哈萨克自治州文工团，他任该团业务科长，领导全团的业务工作。
1951年，参加新疆维吾尔自治区文化厅十二木卡姆搜集整理领导小组的工作。1959年，调中国音乐家协会新疆分会任职。

## 社会兼职
中国文学艺术界联合会全国委员会委员，中国音乐家协会常务理事，新疆维吾尔自治区政协常委，新疆维吾尔自治区文学艺术界联合会委员，中国音乐家协会新疆分会名誉主席。第五届全国政协委员。